# Ace (album)
Ace is het debuutalbum van de Belgische groep Ian Van Dahl.

## Tracklist
1. Intro
2. Reason
3. After All
4. Satisfy Me
5. Will I?
6. Nights on Java
7. Try
8. Lonely
9. Be Mine
10. Castles in the Sky (Radio mix)
11. Nothing Left to Say
12. Tears
13. ('intelu:d)
14. Secret Love
15. Tomorrow
16. Run[2]

## Meewerkende artiesten
- Producent
  - Christophe Chantzis
  - Erik Vanspauwen
- Muzikanten
  - Annemie Coenen (zang)
  - Martine Theeuwen (zang)